# İskenderun
İskenderun, antiga Alexandreta (em grego: Ἀλεξανδρέττα, transl.: Alexandretta; em árabe: الإسكندرون, transl.: al-ʼIskandarūn) é uma cidade e um distrito da província de Hatay, na costa mediterrânea da Turquia. A cidade faz parte da região econômica e cultural de Çukurova.

## História

### Antiguidade
İskenderun preservou o nome, embora provavelmente não esteja situada exatamente no mesmo local, de Alexandria do Isso (İskender sendo a forma árabe do nome Alexandre). O povoado foi fundado por Alexandre, o Grande, em 333 a.C., para ocupar o posto de Miriandro como lugar-chave para as Portas da Síria, a cerca de 37 quilômetros ao sul do palco de sua vitória na Batalha de Isso. A importância do lugar desde então derivou de sua relação com este passo de montanha, que é a maneira mais fácil de se aproximar dos campos abertos da Província de Hatay e do norte da Síria, e os romanos continuaram a disputar com os persas o controle da área, durante o período em que estiveram no poder na região.
Alexandre acampou nas terras altas de İskenderun, em torno de Esentepe, de onde ordenou que a cidade fosse fundada. İskenderun foi uma de diversas cidades fundadas pelo célebre conquistador, incluindo Alexandria.

### Período otomano
A área ainda foi palco de batalhas durante o jugo dos otomanos, e foi ali que, em 1606, o exército do general Kuyucu Murat Paxá suprimiu a revolta rural de Celali Canbulatoğlu. Os otomanos continuaram a fortificar a cidade, e os restos da muralha de um castelo otomano do início do século XVII ainda podem ser vistas, no local onde o rio Güzün cruza a estrada de Varyant. O exército seguinte a cruzar o Passo de Belen e atacar a Anatólia através deste caminho foram os egípcios, comandados por Muhammad Ali, em 1832.
No final do período otomano a cidade cresceu, como principal ponto de partida para o comércio terrestre entre Bagdá e a Índia, que teve grande importância até o estabelecimento da rota pelo Egito. Iskenderun serviu como base primeiro para os comerciantes genoveses e venezianos, e posteriormente para os mercadores do norte e oeste europeu. A Companhia do Levante britânica manteve um escritório e uma feitoria no local por 200 anos, até 1825, apesar da espantosa taxa de mortalidade entre seus funcionários. Durante o século XIX o porto cresceu, uma ferrovia foi construída em 1912 e a estrada para Alepo foi melhorada.
No fim da Primeira Guerra Mundial, quando a Grã-Bretanha planeava desmembrar o Império Otomano, Lorde Kitchener considerou a conquista de Alexandreta essencial para fornecer um porto para o Reino Unido na região e as linhas férreas a partir das quais se poderia acessar o Iraque. Kitchener propôs ainda uma nova ferrovia, saindo de Alexandreta, que reduziria muito o tempo levado para se chegar à Índia a partir do Reino Unido. O Comitê de Bunsen (8 de abril - 30 de junho de 1915), um grupo interdepartamental britânico criado para discutir a questão com grande detalhe, preferiu Haifa para esta função.

### República de Hatay
Com o colapso do Império Otomano ao fim da Primeira Guerra Mundial, a maior parte do Hatay, incluindo İskenderun, foi ocupada por tropas francesas, e em 1921 organizou-se politicamente como o sanjaco de Alexandreta, dentro da Síria francesa. Isto levou, posteriormente, à fundação da República de Hatay. Em 1939 a República de Hatay se uniu à República da Turquia, após um referendo.

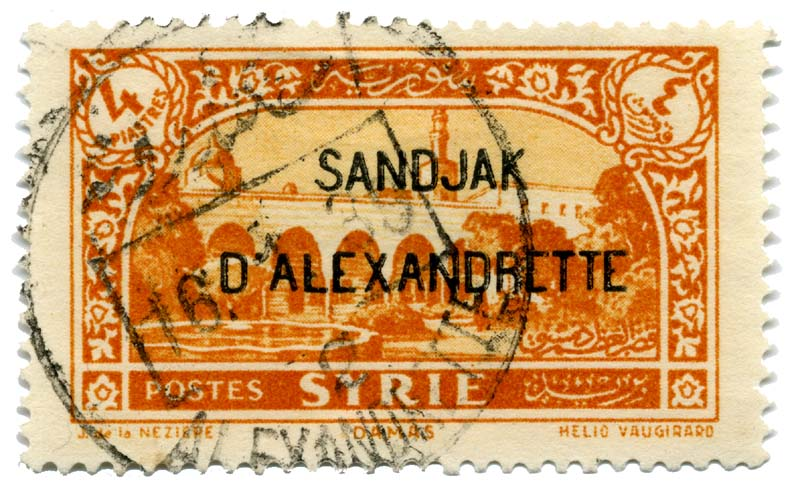
A França foi responsável pela impressão de selos na Síria e por sua publicação, em 1938; este exemplar, que valia quatro piastras, foi usado em 1939.

## Geografia
İskenderun localiza-se na costa do mar Mediterrâneo, no Golfo de İskenderun (ou de Alexandreta), no sopé dos Montes Nur (Montes Amanos).
A cidade é um movimentado centro comercial, a maior cidade da província de Hatay, ultrapassando até mesmo a sua capital, Antáquia. É um dos maiores portos da Turquia no Mediterrâneo, e sede do conglomerado de İsdemir, construído pelos russos, uma das maiores siderúrgicas do país. İskenderun também é uma importante base de treinamento para a marinha turca.
Existe uma pequena comunidade cristã síria (em turco: suryani) na cidade.
O clima desta parte do Mediterrâneo é muito quente e úmido no verão, quando a maior parte da população se dirige para as praias. Em certas épocas do ano a cidade é atingida pelos ventos fortes chamados de 'yarıkkaya'. Sua área rural contém extensos pomares, com importantes plantações de laranja, tangerina e limão, e até mesmo frutas tropicais como mangas.